# Drillia lea
Drillia lea é uma espécie de gastrópode do gênero Drillia, pertencente a família Drilliidae.